# Beston Chambeshi
Beston Chambeshi (ur. 4 kwietnia 1960) – zambijski piłkarz grający na pozycji napastnika. W swojej karierze rozegrał 9 meczów i strzelił 3 gole w reprezentacji Zambii.

## Kariera klubowa
W swojej karierze piłkarskiej Chambeshi grał w klubie Nkana FC.

## Kariera reprezentacyjna
W reprezentacji Zambii Chambeshi zadebiutował 4 czerwca 1988 w wygranym 3:2 towarzyskim meczu z Zimbabwe, rozegranym w Lusace. W 1988 roku był w kadrze Zambii na Igrzyska Olimpijskie w Seulu. W 1990 roku był w kadrze Zambii na Puchar Narodów Afryki 1990, jednak nie wystąpił ani razu w tym turnieju. W 1992 roku powołano go do kadry na Puchar Narodów Afryki 1992. Na tym turnieju zagrał jedynie ćwierćfinałowym meczu z Wybrzeżem Kości Słoniowej (0:1 po dogrywce). Od 1988 do 1992 rozegrał w kadrze narodowej 9 meczów i strzelił 3 gole.

## Kariera trenerska
Po zakończeniu kariery piłkarskiej Chambeshi został trenerem. W 2012-2013 był trenerem Power Dynamos, a w 2017 - Nkana FC. W latach 2017–2021 prowadził Zambię U-20, a w 2018 roku był krótko selekcjonerem reprezentacji Zambii, po zwolnieniu Wedsona Nyirendy. 27 lipca 2021 ponownie został mianowany selekcjonerem reprezentacji Zambii. Pracował w niej do stycznia 2022.